# Шалампе
Шалампе́ (фр. Chalampé), (нем. Eichwald)  — коммуна на северо-востоке Франции в регионе Гранд-Эст (бывший Эльзас — Шампань — Арденны — Лотарингия), департамент Верхний Рейн, округ Мюлуз, кантон Риксайм. До марта 2015 года коммуна административно входила в состав упразднённого кантона Ильзак (округ Мюлуз).
Площадь коммуны — 4,77 км², население — 888 человек (2006) с тенденцией к росту: 969 человек (2012), плотность населения — 203,1 чел/км².

## Население
Численность населения коммуны в 2011 году составляла 967 человек, а в 2012 году — 969 человек.
| 1962 | 1968 | 1975 | 1982 | 1990 | 1999 | 2006 | 2011 | 2012 |
| ---- | ---- | ---- | ---- | ---- | ---- | ---- | ---- | ---- |
| 370  | 601  | 873  | 1034 | 1011 | 966  | 888  | 967  | 969  |

Динамика населения:

## Экономика
В 2010 году из 618 человек трудоспособного возраста (от 15 до 64 лет) 451 были экономически активными, 167 — неактивными (показатель активности 73,0 %, в 1999 году — 71,3 %). Из 451 активных трудоспособных жителей работали 419 человек (226 мужчин и 193 женщины), 32 числились безработными (13 мужчин и 19 женщин). Среди 167 трудоспособных неактивных граждан 42 были учениками либо студентами, 78 — пенсионерами, а ещё 47 — были неактивны в силу других причин.
На протяжении 2011 года в коммуне числилось 407 облагаемых налогом домохозяйств, в которых проживало 965 человек. При этом медиана доходов составила 23480 евро на одного налогоплательщика.

## Достопримечательности (фотогалерея)

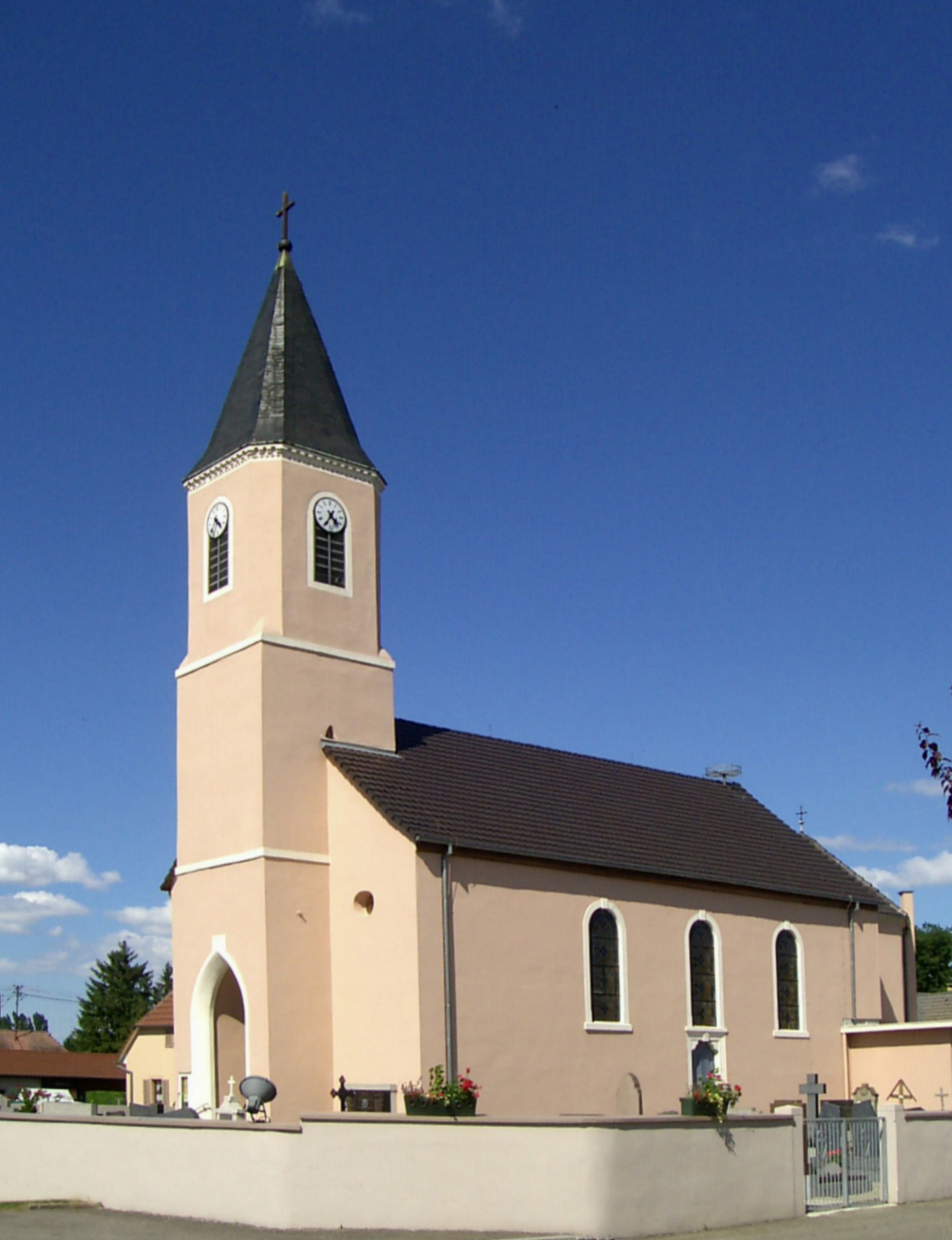
Часовня Сен-Венделин